# Gabara abditalis
Gabara abditalis är en fjärilsart som beskrevs av Druce. Gabara abditalis ingår i släktet Gabara och familjen nattflyn. Inga underarter finns listade i Catalogue of Life.